# 堀丞
堀 丞（ほり じょう、1992年5月30日 - ）は、日本の俳優である。 エイジアプロモーション所属。

## 来歴・人物
- 2010年、17歳の頃に俳優を目指し養成所に入所。
- 養成所、プロダクションを経て現在のエイジアプロモーションに2015年より所属。
- 養成所時代には年間100作品以上にエキストラとして参加し、経験を積んでいた。
- 2024年、9月15日発行のサンケイスポーツ新聞「気になるアイツ」[2]という特集コーナーにて、憧れ「岡田准一さんと戦いたい」との見出しで取材を受け、特技は格闘技と書かれている。その記事内にて、上記の養成所時代のエキストラ経験についても記載がある。
- アメリカ人の祖父をもつクォーター。
- 特技、サッカー、ボルダリング、カリ、シラット、クラヴ・マガ、茶道、柔道、空手、截拳道、USA修斗。
- 空手（黒帯初段）国体出場経験有り。
- 截拳道PHASE-1認定者。
- 50m走5秒9。
- 尊敬する人物に女優の満島ひかり、歌手の安室奈美恵をあげている。
- アクションや空手の監修として映画・ドラマ・舞台に従事することもある。

## 出演

### テレビドラマ
- Q10 第3話（2010年10月30日、日本テレビ）
- さくら心中（2011年1月-4月、東海テレビ） - 蔵人 役
- 外交官 黒田康作 第9話（2011年3月10日、フジテレビ） - SAT狙撃主 役
- JIN-仁-完結編 第五話（2011年5月15日、TBS開局60周年記念ドラマ）
- ブルドクター（2011年7月-9月、日本テレビ） - レギュラー法医学学生 役
- 桜蘭高校ホスト部（2011年7月-9月、TBS） - レギュラー生徒空手部副部長 役、空手指導
- ラストマネー -愛の値段- 第6話（2011年10月18日、NHK） - スチール
- 11人もいる! 第3話・第5話（2011年11月4日・18日、テレビ朝日） - 暴走族湾岸自警団 役
- ランナウェイ〜愛する君のために 第6話（2011年12月1日、TBS）
- 鈴子の恋 ミヤコ蝶々女の一代記（2012年1月-3月、東海テレビ） - 鈴木一郎 役
- ストロベリーナイト（2012年1月-3月、フジテレビ） - 刑事 役
- パパドル! 第8ドル（2012年6月14日、TBS）
- 私と彼とおしゃべりクルマ（2012年9月22日・29日、フジテレビ）
- MONSTERS 最終話（2012年12月9日、TBS） - 警察官2 役
- 積木くずし 最終章（2012年11月23日・24日、フジテレビ） - 介護実習生 役
- スイッチガール!!2（2012年12月-2013年1月、フジテレビTWO） - アイダバーガーレギュラー男店員 役
- 牙狼〈GARO〉 〜闇を照らす者〜（2013年4月-9月、テレビ東京） - SG1 役
- 家族ゲーム 第2話・第3話・第6話（2013年4月24日・5月1日・22日、フジテレビ） - スチール天野智治
- 半沢直樹2013年版 第1話（2013年7月7日、TBS） - 入行式新入社員 役
  - 半沢直樹2020年版（2020年7月19日-9月27日、TBS） - 東京中央銀行レギュラー第二営業部 宮崎 役
- なるようになるさ。 第8回（2013年8月30日、TBS）
- 恋愛ドラマをもう一度（2013年11月23日・12月7日、LaLa TV）- AD後輩staff 役
- 新春ドラマスペシャル “新参者”加賀恭一郎「眠りの森」（2014年1月2日、TBS） - 刑事 役
- 私の嫌いな探偵 第4話（2014年2月7日、テレビ朝日）
- 森光子を生きた女（2014年5月9日、フジテレビ開局55周年スペシャルドラマ） - 記者 役
- 同窓生〜人は、三度、恋をする〜 第4話（2014年7月31日、TBS） - ぶつかる若者 役
- おやじの背中 第2話（2014年7月20日、TBS） - 合コン相手 役
- Nのために 第7話（2014年11月28日、TBS）
- 流星ワゴン 第3話（2015年2月1日、TBS） - 永田と間違われる男 役
- レンタルの恋 第6話（2017年2月23日、TBS） - 藤森 役
- 人は見た目が100パーセント 第2話（2017年4月20日、フジテレビ） - 武井 役
- コード・ブルー -ドクターヘリ緊急救命- 3rd season 最終話（2017年9月18日、フジテレビ） - レスキュー隊員4 役
  - コード・ブルー 特別編-もう一つの戦場-（2018年7月28日、フジテレビ） - レスキュー隊員4 役
- 監獄のお姫さま 第2話（2017年10月24日、TBS） - 刑務官 役
- 快盗戦隊ルパンレンジャーVS警察戦隊パトレンジャー #1・#4（2018年2月11日・3月4日、テレビ朝日） - 販売員（人間態）/ラブルム・ジョウズ（怪人） 役
- チート〜詐欺師の皆さん、ご注意ください〜 第5話（2019年10月31日、日本テレビ） - 井坂仁 役
- 教場（2020年1月4日、1月5日二夜連続、フジテレビ開局60周年特別企画） - 風間教場レギュラー生徒 芳賀龍二 役
- 恋はつづくよどこまでも 第6話（2020年2月18日、TBS） - 救急隊員A隊長 役
- 来世ではちゃんとします 第9話（2020年3月4日、テレビ東京） - 若者2 役
- サイレント・ヴォイス 行動心理捜査官・楯岡絵麻 特別篇 悪魔の学問（2020年3月7日、BSテレ東開局20周年特別企画） - 乾隆文 役
- 隕石家族 第1話・第4話（2020年4月11日・5月2日、東海テレビ） - ピエロ 役
- SUITS/スーツ2 第1話（2020年4月13日、フジテレビ） - 日本人スタッフ2 役
- #リモラブ 〜普通の恋は邪道〜 第1話（2020年10月14日、日本テレビ） - 鐘木パルプコーポレーション経理部社員 浜田洋一(高菜チャーハン) 役
- 逃げるは恥だが役に立つ ガンバレ人類! 新春スペシャル!!（2021年1月2日、TBS） - 木村洋二 役
- 特捜9 season4 第2話（2021年4月14日、テレビ朝日）- 高橋一太 役
- ドラマ「家、ついて行ってイイですか?」 最終話（2021年9月25日、テレビ東京） - 小柳 役
- DCU 第1話（2022年1月16日、TBS）- 群馬県警機動隊員 役
- 花嫁未満エスケープ 第1話（2022年4月8日、テレビ東京） - 宅配業者 役
- ナンバMG5 第6話（2022年5月25日、フジテレビ）- 田村 役
- 親愛なる僕へ殺意をこめて 第1話・第2話（2022年10月5日・10月12日、フジテレビ） - 佐伯ヒロカズ 役[3]
- クロサギ 第6話（2022年11月25日、TBS） - シロサギ1 役
- 合理的にあり得ない 〜探偵・上水流涼子の解明〜（2023年4月17日 - 6月26日、関西テレビ・フジテレビ） - 竜也 役
- ブラックポストマン（2023年8月18日 - 9月29日、テレビ東京） - 山崎界斗 役[4]
- 侵入者たちの晩餐（2024年1月3日、日本テレビ） - 通行人 役
- おっさんのパンツがなんだっていいじゃないか!（2024年1月6日 - 3月16日、東海テレビ、・フジテレビ） - 夏野 役
  - おっさんのパンツがなんだっていいじゃないか!SP（2025年6月28日、東海テレビ・フジテレビ）
- ドラマプレミア23 『ブラックガールズトーク 』第2話（2024年2月12日、テレビ東京系） - 犬飼徹夫 役
- 闇バイト家族 第7話・第8話（2024年2月17日・2月24日、テレビ東京） - 平田浩司 役
- Believe-君にかける橋- 第1話（2024年4月25日、テレビ朝日） - 鈴木 役
- 約束 〜16年目の真実〜 第8話（2024年5月30日、読売テレビ・日本テレビ系） - 酒井 役[5]
- イップス 第9話（2024年6月7日、フジテレビ） - 作業員 役
- マウンテンドクター 第8話（2024年8月26日、関西テレビ・フジテレビ） - 天野道夫 役
- オクトー 〜感情捜査官 心野朱梨〜 Season2 第2話（2024年10月10日、読売テレビ・日本テレビ系） - 西塚中学教師 役[6]
- オクラ〜迷宮入り事件捜査〜 最終話（2024年12月17日、フジテレビ） - 制服警官 役[7]
- 天久鷹央の推理カルテ 第7話（2025年6月3日、テレビ朝日） - 大瀧悠介 役[8]
- 波うららかに、めおと日和 第9話（2025年6月19日、フジテレビ） - 宇喜多 役[9]
- 最後の鑑定人 第5話（2025年8月6日、フジテレビ） - 麦倉功太 役[10]

### 配信ドラマ
- 恋愛ドラマな恋がしたい〜Kiss me like a princess〜｜ドラマEP.2｜仮面を外して｜現代版美女と野獣（2022年5月29日、ABEMA）- 加藤 役
- 恋リアなんて嘘だらけ?（2022年12月28日、BUMP） - ジョウ 役[11][12]
- 忍びの家 House of Ninjas 第1話（2024年2月15日（全8話）、Netflix） - 川田潤 役
- 地面師たち 第2話（2024年7月25日(全7話)、Netflix） - 石洋ハウス社員 役

### 映画
- ラブコメ（2010年9月25日、監督:平川雄一朗） - 初現場
- 桜蘭高校ホスト部（2012年3月17日、監督:韓哲） - レギュラー生徒柔道部副部長 役 & 柔道指導
- 苦役列車（2012年7月14日、監督:山下敦弘）
- バトルαソクラテス パーティ&party!（2013年6月20日、監督:加藤文明） - 小暮豊 役
- 清須会議（2013年11月9日、監督:三谷幸喜）
- デイズ 私がアイツになった時…（2014年6月14日、監督:山口雄也） - 木島孝太 役
- 心が君を、探してる。（2014年6月19日、監督:宮坂武志） -　池岡 役
- ピカ☆★☆ンチ LIFE IS HARD たぶんHAPPY（2014年8月1日、監修:堤幸彦、監督:木村ひさし） - ボンの部下 役
- サンタクロースズ（2015年12月4日、監督:長谷厳一郎） - 佐藤芳雄 役
- 暗殺教室〜卒業編〜（2016年3月25日、監督:羽住英一郎） - 水口秀樹 役
- 教科書にないッ!（2016年6月18日、監督:佐々木詳太） - 黒須 役 & アクション監督
- 教科書にないッ!2（2016年6月19日、監督:佐々木詳太） - 黒須 役 & アクション監督
- プラシーボ（2016年11月12日、監督:遠藤一平） - 松本忠夫 役
- コンフィデンスマンJP -ロマンス編-（2019年5月17日、監督:田中亮） - 赤星の部下 役
- 闇金クイーン（2019年12月27日、監督:藤田真一） - 三枝雄太 役
- カイジ ファイナルゲーム（2020年1月10日、監督:佐藤東弥） - 若松将洋 役
- 国民の選択（2021年3月5日、監督:宮本正樹） - 山田 役
- 真夜中乙女戦争（2022年1月21日、監督:二宮健） - 井上 役
- 東京リベンジャーズシリーズ - 冨永 役
  - 東京リベンジャーズ2 血のハロウィン編 -運命-（2023年4月21日、監督:⁠英勉）
  - 東京リベンジャーズ2 血のハロウィン編 -決戦-（2023年6月30日、監督:⁠英勉）
- 赤羽骨子のボディガード（2024年8月2日、監督:石川淳一） - α（アルファ） 役
- 映画 おっさんのパンツがなんだっていいじゃないか!（2025年7月4日、監督:二宮崇）[13]

### 舞台
- 新世界第一回公演「ひかり」（2013年4月）
- 新世界第二回公演「ほしぞら」（2014年9月）
- 「月よりの侍」（2015年2月）
- ガーデンステージvol.4「これが人生」（2015年4月）
- 「Juliet」（2015年6月）
- 「下町戦隊ボッタラーズ～愛するモノを守るため、一肌脱ぎたい時もある～」（2015年9月）
- 東京俳優市場 2015 冬「××総選挙」（2015年11月）
- 「ホテルニューオーツカ」4Dプロジェクト初公演（2016年2月）
- 「ヨビコー!!～You be cool !～」（2016年3月）
- 原作ヨコオタロウ「君死ニタマフ事ナカレ」(スクウェア・エニックス)「君死ニタマフ事ナカレ 零」 （2016年12月）
- エイジアプロモーション プロデュース「ギャル卒！」（2017年8月）
- 「ぐりむの法則paradigm shift.1」怖いぐりむ第2弾「カナリアイロニカル」/「カメレオンラプソディー」（2018年4月）
- Thavman 2ndプロデュース公演「ハイチーズ 千本桜記念」（2019年2月7日-11日、千本桜ホール）

### CM・広告
- ハリーポッター展「大行列」篇（2013年）
- 第一三共ヘルスケア「ミノン」洗浄シリーズ「小包」篇（2014年10月3日-）
- ライザップ「夏」篇（2016年7月-）
- バンダイナムコ「"機動戦士ガンダム戦場の絆REV.4稼動予告篇"」（2016年）
- 明治安田生命WebCM「恋愛マナー講座～オフィス編～」（2017年12月22日-）
- SONYXperiaインフォマーシャル「docomo編」（2018年1月6日・13日）
- STATE Bags PR動画「TGC NY」（2018年5月31日）
- 日本マクドナルドチキンタツタ/チキンタレタ「コイントス」篇（2019年2月-3月）
- HIMARIひまりで決まり!webCM
  - 第2話「こだわる女の強がり」#2(2019年7月16日-)
  - 最終話「決められない女の決断」#4(2019年7月16日-)
  - MV「ひまりで決まり!」テーマソング(2019年7月16日-)
- 蒼空ファンタジー webCM
  - 「ゲーム世界へ編」(2021年3月26日-)
  - 「私は反対！編」(2021年3月26日-)
- スターキャット「ブー」篇（2021年11月26日-)
- デューダ「変えるなら、きっと今だ。」篇⑤（2022年1月31日-）
- SUUMO WebCM e-SUUMOリアル大会「なぞって検索」篇(2022年8月18日-)

### ミュージックビデオ
- 井上苑子「ナツコイ」(2016年6月29日)

### その他
- 岡山県PR動画「好きでも足りない」<堀丞 初制作作品> (全119本中)岡山県優秀賞 受賞 プロデューサー - 主演